# 特種行業
特種行業，又稱特種營業、特定營業、偏門行業，是指服務業中一些依靠人氣收入、且收入不穩定的行業，如性產業、娱樂場所（如酒吧、卡拉OK包厢、舞厅、游戏机厅等）。實際上特種行業定義模糊，不同時代、地區會有不同的定義。例如在一些特定時代和地區中藝人、巫師、占卜師、喪葬相關行業等也被視為特種行業。
特種行业因所经营的业务内容和性质特殊，容易被违法分子利用进行违法犯罪活动，甚至由黑幫操控，因此需要公共安全机关介入进行一定的治安管理。

## 各地情況

### 中國大陸
現時中華人民共和國的法律對特種行業有明確界定，包括旅館業（含酒店、度假村、洗浴場所）、娱樂業（卡拉OK包廂、夜店、電影院、電動遊樂場等），以及機動車修理與租賃業、當鋪、拍卖业、印章刻制业、废旧金属回收业等。此类行业单位在经营前需要向当地公安管理部门提交申请，待审批后方可领取特种行业许可证，再凭此申请工商营业执照。经营中的特種行業，如发现违法活动会登记计分警告乃至吊销特种行业许可证。

### 香港
香港把特種行業稱為偏門，從事特種行業則稱為撈偏，例如麻雀館、按摩院、夜總會、酒吧、紋身技師、代客泊車、桑拿浴室、性工作者、私家偵探等。這些行業不一定是違法，但有些會由有黑社會背景人士經營，顧客也有不少具有黑幫背景。有時金融業、保險業、傳銷等以游說顧客光顧以賺取佣金的行業也被視為偏門，演藝界由於收入不穩定且依靠人氣支持，也被視為偏門。

### 澳門
在澳門，特種行業也稱為偏門，但這類行業如博彩業（從業員包括賭場經營者、博彩中介人、荷官、疊碼仔等）等為澳門主要經濟收入來源。

### 日本
特種行業在日本稱為水商賣，是一些依靠人氣收入且收入不穩定的職業，如色情場所、風月界等行業，也指相撲、歌舞伎、演歌、藝人等表演者以及作家、運動選手等依靠人氣獲得收入者。現在通常指夜店，如酒吧、夜總會等，以及色情場所，如有男公關或陪酒小姐陪侍的娛樂場所、半套女郎等。這些行業大多由暴力团把持和經營。

### 台灣
特種行業在台灣又稱八大行業。特種行業與色情、性產業、性工作有或多或少的關聯，但未必是、也未必不是性工作。政府常常取締特種行業，或對場所進行斷水斷電。特種行業場所包括酒廊、酒店（即陪侍夜總會）、傳播妹（即外派女陪侍）、舞廳、按摩、理容院、理髮院、KTV、MTV、茶室、咖啡廳、三溫暖、网咖等。中華民國政府把下列八種行業列入「維護公共安全方案—營利事業管理」中規管：
1. 視聽歌唱業
2. 夜店業
3. 三溫暖業
4. 舞廳業
5. 舞場業
6. 酒家業
7. 酒吧業
8. 特種咖啡茶室業

## 衍生問題
由於特種行業經常由黑幫或有黑幫背景人物經營或操控，客人也是龍蛇混雜，特種行業場所中經常出現為了金錢或是貴重物品而打鬥，影響治安。此外由於一些特種行業是違法經營，這些交易都沒有正式的報稅，造成許多店家靠這類生意逃漏稅，也有一些經營者拖欠員工工資，而行業本身或本人所從事的工作屬違法，追討欠薪無門。